# World Solar Challenge
De World Solar Challenge is een tweejaarlijkse wedstrijd voor zonnewagens, auto's die rijden op zonne-energie. In de jaren zonder World Solar Challenge vindt in Afrika de SASol Challenge plaats. De wedstrijd gaat dwars door Australië over een afstand van 3021 kilometer. De start is in de noordelijke stad Darwin en de wedstrijd gaat via Alice Springs naar de zuidelijke stad Adelaide. De eerste World Solar Challenge vond plaats in 1987. Vanaf de World Solar Challenge 2009 maakt de wedstrijd deel uit van de grotere Global Green Challenge, waaraan ook andere duurzame voertuigen deelnemen.

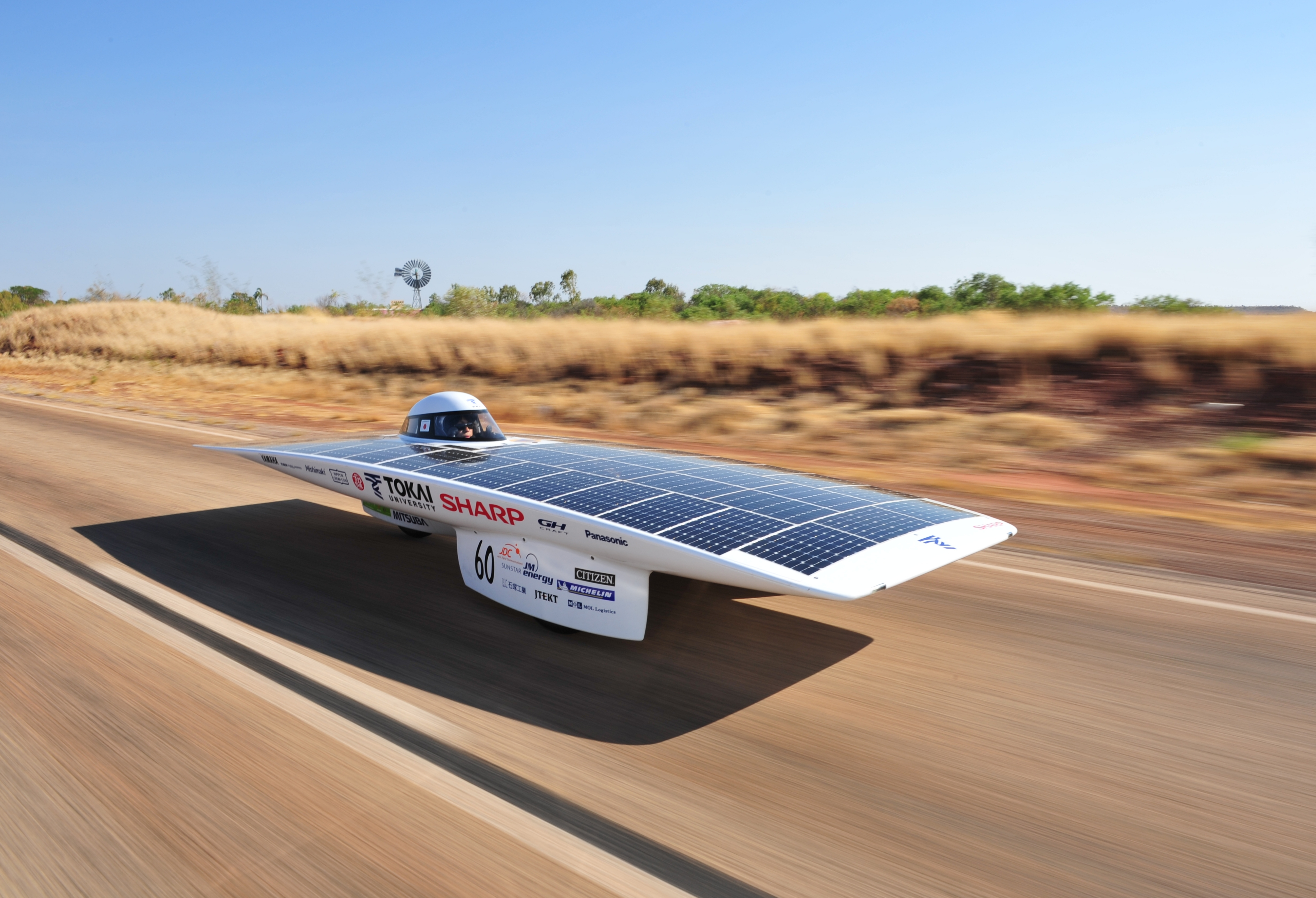
Winnaar Challenge 2009 en 2011: "Tokai Challenger", Tokai University

In 2001, 2003, 2005, 2007, 2013, 2015 en 2017 werd de race in de challenger klasse gewonnen door Nuna, de zonnewagen van de TU Delft. Winnaar van de Challenge in 2009 en 2011 was de "Tokai Challenger", Japan Tokai University Solar Car Team. De editie van 2019 werd gewonnen door het Belgische Agoria Solar Team van de KU Leuven. Hiermee komt het aantal malen dat Delft de race gewonnen heeft op zeven, en hebben de teams uit Delft veruit het grootste aantal keren gewonnen. Op een gedeelde tweede plaats staan de Honda Dream van Honda en de Tokai Challenger van Tokai University, elk met twee keer een eerste plaats. De rest van de teams heeft maar één keer gewonnen.

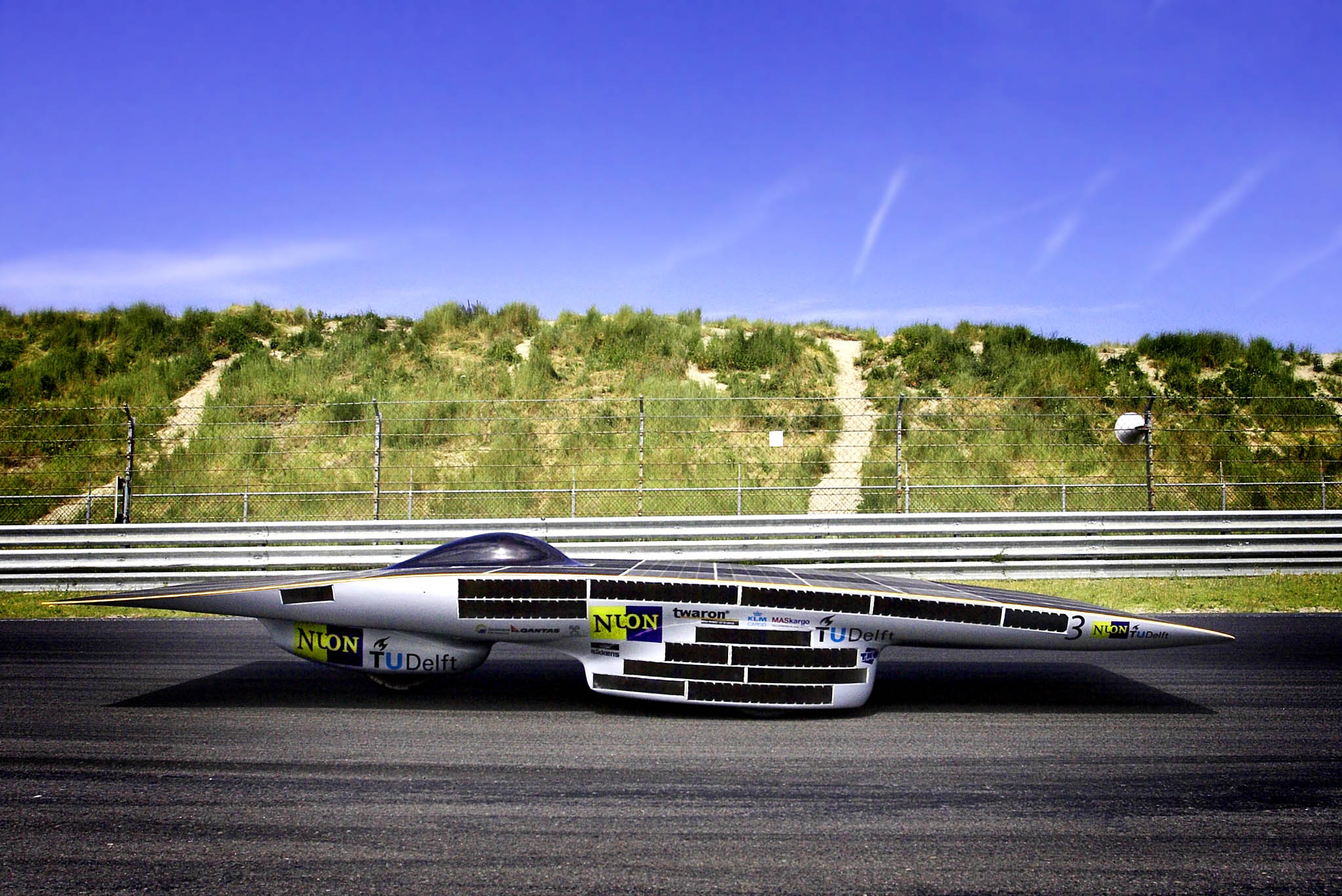
De Delftse Nuna 3, hier op het circuit van Zandvoort, was de winnaar in 2005. Met een totale tijd van 29 uur en 11 minuten heeft Nuna 3 nog steeds het parcoursrecord in handen

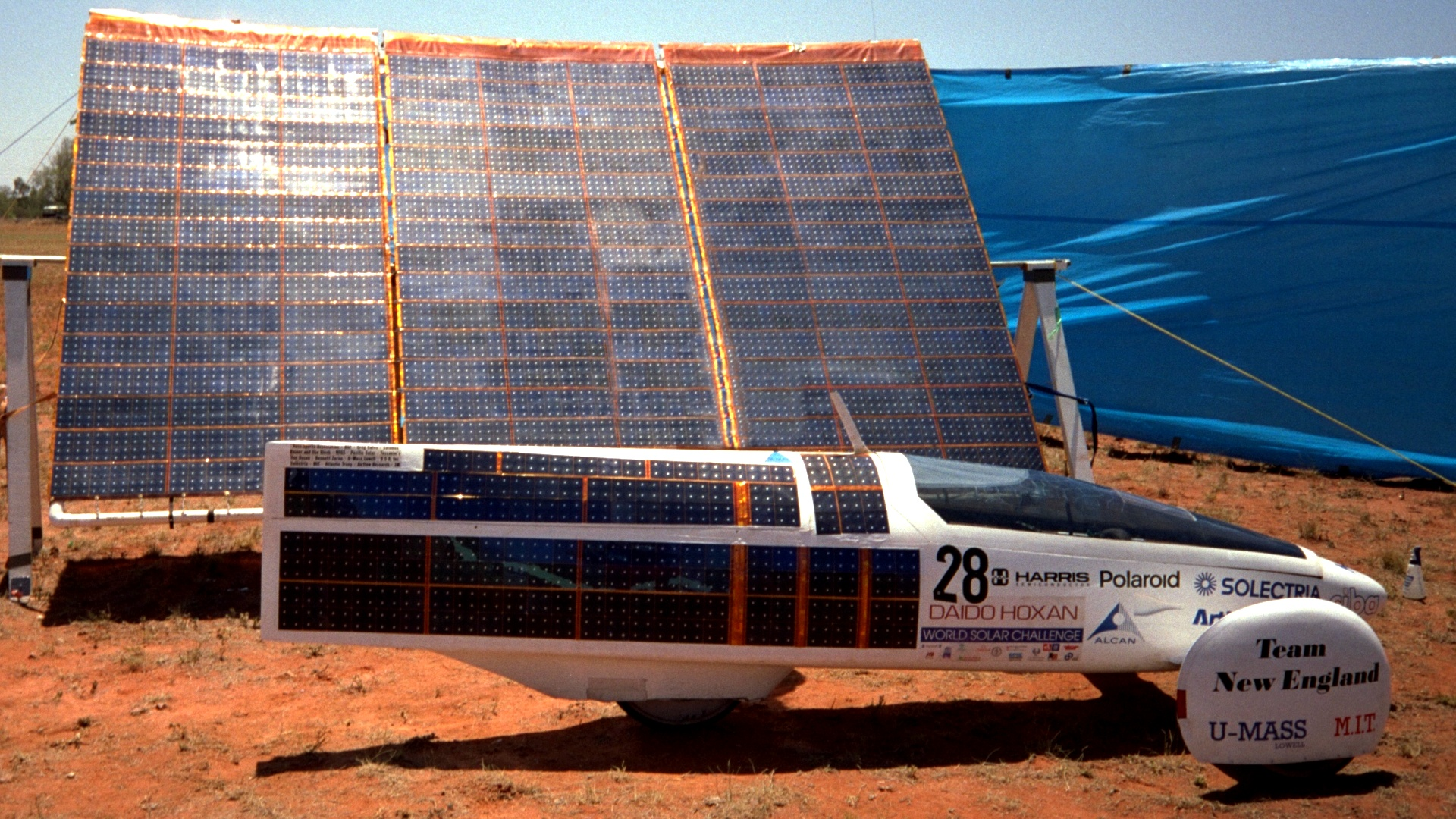
De zonnewagen van Team New England uit de WSC 1993

In de cruiser klasse, die sinds 2013 bestaat, won Solar Team Eindhoven op één na alle races, in 2013, 2015, 2017 en 2019 met hun wagens Stella, Stella Lux, Stella Vie en Stella Era. In 2023 won de Australische Sunswift 7 van Sunswift Racing Team.
In 2021 was er geen World Solar Challenge vanwege de coronapandemie die in 2020 uitbrak. Deze werd dat jaar vervangen door een zelf opgezette Challenge die plaatsvond in Marokko.

## Route

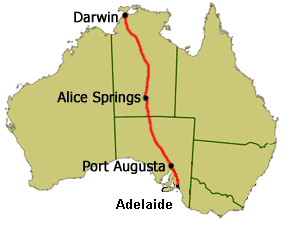
De Stuart Highway vormt het langste deel van de route. Na Port Augusta gaat de route verder naar finishplaats Adelaide.

De route volgt grotendeels de Stuart Highway. Na de start in Darwin liggen 'control stops' op de volgende negen (vroeger zeven) plaatsen. Hier kunnen de volgwagens bijgetankt worden en bestuurders gewisseld. Er mogen routine controles aan de wagens worden verricht. Er wordt exact een half uur gewacht.
- Katherine op 322 km
- Daly Waters (later toegevoegd) op 588 km
- Dunmarra (later niet meer gebruikt)
- Tennant Creek op 987 km
- Barrow Creek (later toegevoegd) op 1210 km
- Alice Springs op 1493 km
- Kulgera op 1766 km
- Coober Pedy (later toegevoegd) op 2179 km
- Glendambo op 2432 km
- Port Augusta op 2720 km

De finish is in de zuidelijke stad Adelaide.

## Doel

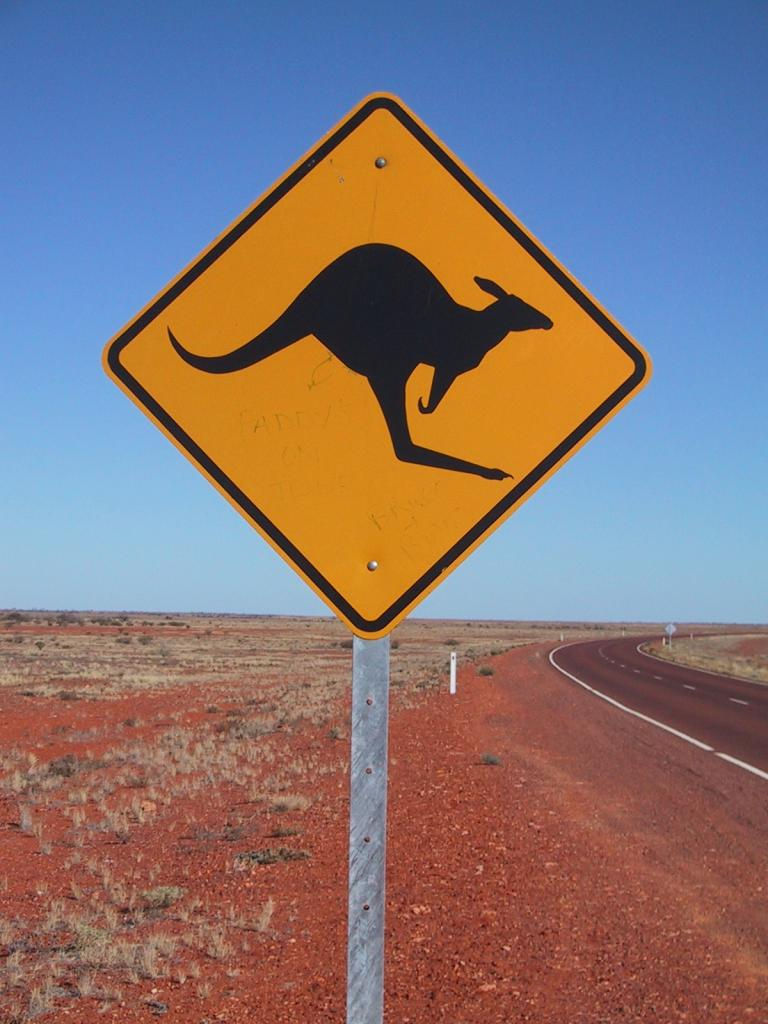
De route gaat dwars door de outback van Australië

De auto die het snelst de afstand van 3021 km heeft afgelegd, is de winnaar van de race.
Het achterliggende doel van deze wedstrijd is om het onderzoek aan op zonne-energie aangedreven auto's te promoten. Aan deze open wedstrijd - die inmiddels meerdere klassen kent - doen universiteiten, bedrijven en individuen mee.

### Klassen
Sinds de race van 2007 zijn er twee klassen: de Challenger-klasse en de Adventure-klasse. In 2013 is de Cruiser-klasse ingevoerd, die bedoeld is voor meerpersoons zonneauto's. Deze auto's worden naast snelheid ook beoordeeld op energiegebruik, het aantal personen en de praktische bruikbaarheid.

### Regels
De volgende regels worden door de organisatie gehanteerd:
- De maximale afmetingen van de wagens zijn: lengte 4,50 m; breedte: 1,80 m; hoogte: 1,80 m tot 2007, vanaf 2007: 2,20 m. In 2017 is een breedte van 2,20 m toegestaan en een lengte van 5,00 m.
- De wagens dienen zich aan de Australië geldende verkeersregels te houden. De wagens moeten zich dus ook aan de in Australië geldende maximale snelheid houden. In de deelstaat Noordelijk Territorium, het eerste deel van de route, is de maximumsnelheid 130 km/uur. In de deelstaat Zuid-Australië, het laatste deel van de route, is de maximumsnelheid 110 km/uur. Oorspronkelijk werd 9 m² zonneceloppervlak, onafhankelijk van de zonneceltechnologie, toegelaten. Het toepassen van de zeer prijzige GaAs-cellen was daardoor noodzakelijk om concurrerend te kunnen zijn.
- Sinds 2007 is het maximumoppervlak aan zonnecellen 6 m². Sinds 2011 maximaal 3 m² voor GaAs- en 6 m² voor Si-zonnecellen. In 2017 was het toegestane oppervlak 4,00 m² voor silicium cellen, 3,56 m² voor dunne film GaAs en 2,64 m² voor multi-junction cellen voor de Challenger klasse en 5,0, respectievelijk 4,4 en 3,3 m² voor de Cruiser klasse.
- Sinds 2007 moeten bestuurders rechter op zitten (rug 25° met verticaal).
- Er moeten minimaal twee en maximaal vier coureurs ingeschreven worden. Als een coureur (gekleed) minder dan 80 kg weegt, wordt het verschil aangevuld met ballast.
- Er wordt dagelijks van 08.00 tot 17.00 uur gereden. Aan het eind van de rijtijd mag maximaal 10 minuten doorgereden worden, om een goede overnachtingsplek (naast de highway) te bereiken. Die extra tijd wordt de volgende dag omgezet in een latere starttijd.
- Er zijn checkpoints waar de auto's een half uur moeten stoppen. Er mogen dan beperkt routinecontroles uitgevoerd worden, maar er mag in die periode niet gesleuteld worden.
- De accu's van de wagens hebben een capaciteit van ongeveer 5 kWh en mogen aan de start volledig opgeladen zijn. Het maximumgewicht van de accu was in 2009 begrensd op 25kg, in 2011 op 21 kg, in 2015 op 20 kg voor Li-ion en LiPolymer. Het gewicht is eenvoudig te controleren en vormt indirect een begrenzing van de accucapaciteit. Het dalende gewicht vormt een indicatie voor de ontwikkeling van de accutechnologie. Accu's mogen tijdens de race niet vervangen worden. Als ze kapotgaan, mag vervangen wel, maar dan krijgt men strafminuten.
- De constructie van de auto is verder vrij (althans in de 'Adventure' of open klasse), maar de afmetingen zijn wel begrensd.
- Het remsysteem moet dubbel uitgevoerd zijn en een remvertraging hebben van minimaal 3,8 m/s². Er wordt getest of de wagens binnen 20 meter tot stilstand komen bij een snelheid van 50 km/h.
- Maximumdraaicirkel 16 meter.
- Het reglement vermeldt dat er ook bij een verder lege weg niet rechts gereden mag worden (in Australië wordt links gereden), om daarmee, als de zon westelijk komt te staan, iets meer zonne-energie in te vangen als gevolg van de glooiing van de weg.
- Sinds 2013: Vier wielen.

### Uitdagingen
De uitdaging voor de teams is om hun zonnewagen de afstand zo efficiënt mogelijk af te laten leggen.
Elke auto beschikt over een accumanagementsysteem dat ervoor zorgt dat de energie in de accu optimaal benut wordt. Een Maximum Power Point Tracking-systeem haalt het maximumvermogen uit de zonnecellen om de accu's te laden en de motor te laten bewegen.
De zonnewagen stuurt draadloos gegevens over de hoeveelheid energie in de accu, de rijsnelheid en andere informatie naar de volgauto. In de volgauto bevindt zich een computer die deze gegevens verwerkt. Ook worden andere gegevens verzameld, zoals gegevens over het weer en de verwachte bewolking. Aan de hand van die gegevens wordt door de computer de optimale snelheid voor de zonnewagen berekend. Die snelheid wordt digitaal aan de cruise control van de zonnewagen doorgegeven.
Ook is het belangrijk om voor en na de rijtijd de accu zo veel mogelijk op te laden. Daarom wordt bij laagstaande zon ('s ochtends voor vertrek en 's middags na afloop van de dag) de auto gekanteld om op die manier zo veel mogelijk zonne-energie op te vangen.

## Geschiedenis
Het idee voor de wedstrijd is afkomstig van Hans Thostrup (1944), een in Denemarken geboren avonturier, die onder andere als eerste om het Australische continent zeilde in een ruim vijf meter lang open schip. Gedurende zijn betrokkenheid bij allerlei motorsportevenementen in de jaren zeventig werd hij zich bewust van het rijzende energieprobleem in de wereld en hij ontplooide allerlei initiatieven om (vracht)auto's in een wedstrijd zo zuinig mogelijk te laten rijden.
Hij bouwde samen met autocoureur Larry Perkins een van de eerste zonnewagens: de "Quiet Achiever". Thostrup deed dit in de BP Solar Trek, een wedstrijd voor zonnewagens van december 1982 tot januari 1983. Hij legde de route tussen Perth en Sydney (4052 km) in 20 dagen af.
Voor de World Solar Challenge werd een ander parcours gekozen. De route van Darwin naar Adelaide loopt noord-zuid terwijl de route Perth-Sydney west-oost verloopt. Een noord-zuid lopende route heeft als voordeel dat het zonlicht aan beide zijden van de auto invalt.
Na de vierde wedstrijd heeft Thostrup de rechten verkocht aan de staat Zuid-Australië. De South Australian Motor Sport Board is nu, onder auspiciën van de FIA, de organisator van de race geworden.

### Overzicht van winnaars
In de tabel hieronder staan de verschillende winnaars van de World Solar Challenge.
| Race | Jaar | Klasse     | Deelnemers | Winnende wagen           | Team                                           | Land             | Totale raceduur (uur:min) | Gemiddelde snelheid (km/u)                   |
| ---- | ---- | ---------- | ---------- | ------------------------ | ---------------------------------------------- | ---------------- | ------------------------- | -------------------------------------------- |
| 1    | 1987 |            | 23         | Sunraycer                | General Motors                                 | Verenigde Staten | 44:54                     | 66,9                                         |
| 2    | 1990 |            | 38         | Spirit of Biel/Bienne II | Engineering College of Biel                    | Zwitserland      | 46:08                     | 65,2                                         |
| 3    | 1993 |            | 55         | Honda Dream              | Honda                                          | Japan            | 35:28                     | 85,0                                         |
| 4    | 1996 |            | 46         | Honda Dream              | Honda                                          | Japan            | 33:53                     | 89,8                                         |
| 5    | 1999 |            | 43         | Aurora 101               | Aurora Vehicle Association/RMIT University     | Australië        | 41:06                     | 73,0                                         |
| 6    | 2001 |            | 37         | Nuna 1                   | Alpha Centauri Team / TU Delft                 | Nederland        | 32:39                     | 91,8                                         |
| 7    | 2003 |            | 33         | Nuna 2                   | Nuon Solar Team / TU Delft                     | Nederland        | 31:05                     | 97.02                                        |
| 8    | 2005 |            | 30         | Nuna 3                   | Nuon Solar Team / TU Delft                     | Nederland        | 29:11                     | 102,8                                        |
| 9    | 2007 | Challenger | 23         | Nuna 4                   | Nuon Solar Team /TU Delft                      | Nederland        | 33:00                     | 90,87*                                       |
| 9    | 2007 | Adventure  | 18         | TIGA                     | Ashiya University                              | Japan            | 32:03                     | 93,57                                        |
| 10   | 2009 | Challenger | 31         | Tokai Challenger         | Tokai University                               | Japan            | 29:49                     | 100,54                                       |
| 10   | 2009 | Adventure  | 7          | OSU Model S'             | OSU Solar Car Project                          | Japan            | 34:45                     | 86,27                                        |
| 11   | 2011 | Challenger | 37         | Tokai Challenger II      | Tokai University                               | Japan            | 32:45                     | 91,45*                                       |
| 12   | 2013 | Challenger | 31         | Nuna 7                   | Nuon Solar Team / TU Delft                     | Nederland        | 33:03                     | 90,71*                                       |
| 12   | 2013 | Cruiser    | 8          | Stella                   | Solar Team Eindhoven                           | Nederland        | 40:14                     | (97,5% eind-score)                           |
| 12   | 2013 | Adventure  | 8          | Aurora Evolution         | Aurora Vehicle Association                     | Australië        | 38:39                     | 77,57                                        |
| 13   | 2015 | Challenger | 30         | Nuna 8                   | Nuon Solar Team / TU Delft                     | Nederland        | 37:56                     | 91,75                                        |
| 13   | 2015 | Cruiser    | 40         | Stella Lux               | Solar Team Eindhoven                           | Nederland        | 39:23                     | (97,27% eind-score)                          |
| 13   | 2015 | Adventure  | 42         | Solar Spirit             | TAFE SA                                        | Australië        | 47:12                     | niet beschikbaar, deels vervoerd per trailer |
| 14   | 2017 | Challenger | 18         | Nuna 9                   | Nuon Solar Team / TU Delft                     | Nederland        | 37:12                     | 81,2 **                                      |
| 14   | 2017 | Cruiser    | 10         | Stella Vie               | Solar Team Eindhoven                           | Nederland        |                           | 69 (100% eind-score)                         |
| 14   | 2017 | Adventure  |            | Tushka Hashi III         | Mississippi Choctaw High School Solar Car Team | Verenigde Staten |                           |                                              |
| 15   | 2019 | Challenger | 27         | BluePoint                | Agoria Solar Team                              | België           |                           | 86.6                                         |
| 15   | 2019 | Cruiser    | 13         | Stella Era               | Solar Team Eindhoven                           | Nederland        |                           |                                              |
| 15   | 2019 | Adventure  | 3          | Arrow 1                  | Team Arrow                                     | Verenigde Staten |                           | 67,6                                         |
| 16   | 2023 | Challenger | 28         | Infinite                 | Innoptus Solar Team                            | België           |                           | 88,2                                         |
| 16   | 2023 | Cruiser    | 10         | Sunswift 7               | Sunswift Racing                                | Australië        |                           | 109,4 punten/75% eindscore                   |

* De lagere gemiddelde snelheid komt door nieuwe regels van de BWSC. In 2007 waren dat onder andere een maximum van 6 m² zonnepanelen en een rechtere houding van de bestuurder; in 2011 kwam dat onder meer doordat nu zonnepanelen alleen van silicium mochten worden gebruikt; in 2013 werd er van drie naar vier wielen gegaan.
 ** De lagere gemiddelde snelheid komt door nieuwe regels van de BWSC. Maximum zonnecellen afmeting: silicium: 4,00 m2, dunne film galliumarsenide: 3,56 m2, multijunction: 2,64 m2.

### World Solar Challenge 2007
In 2007 won de TU Delft voor de vierde maal op rij met haar auto de Nuna 4.

### World Solar Challenge 2009
Op 25 oktober 2009 vond de tiende editie van de World Solar Challenge plaats. Zowel in de Challenge Class als in de Adventure Class werd de wedstrijd gewonnen door een Japans team.

### World Solar Challenge 2011
Op 16 oktober 2011 startte de elfde editie van de World Solar Challenge in Darwin.

### World Solar Challenge 2013
Op 6 oktober 2013 startte de twaalfde editie van de World Solar Challenge in Darwin.

### World Solar Challenge 2015
Op 18 oktober 2015 startte de dertiende editie van de World Solar Challenge in Darwin.

### World Solar Challenge 2017
Op 8 oktober 2017 startte de veertiende editie van de Bridgestone World Solar Challenge in Darwin.

### World Solar Challenge 2019
Op zondag 13 oktober 2019 startte de vijftiende editie van de Bridgestone World Solar Challenge in Darwin.

### World Solar Challenge 2023
Op zondag 22 oktober startte de zestiende editie van de Bridgestone World Solar Challenge.